# 茨城県立古河第二高等学校
茨城県立古河第二高等学校（いばらきけんりつこがだいにこうとうがっこう）は、茨城県古河市に所在する公立の高等学校。

## 設置学科
- 普通科
- 福祉科

## 沿革
- 1914年（大正3年） 古河町立女子技芸学校として開校
- 1920年（大正9年） 古河実科高等女学校と改称
- 1935年（昭和10年） 現在地に移転
- 1936年（昭和11年） 茨城県立古河高等女学校となる
- 1948年（昭和23年） 茨城県立古河女子高等学校となる
- 1949年（昭和24年） 茨城県立古河第二高等学校となる。男女共学化
- 1966年（昭和41年） 創立50周年記念式典挙行
- 1968年（昭和43年） 家庭科を家政科へ名称変更
- 1993年（平成5年） 福祉棟新築。教養福祉科設置
- 2003年（平成15年） 教養福祉科を福祉科へ学科改変。
- 2004年（平成16年） 創立90周年記念式典挙行

## 所在地
- 茨城県古河市幸町19番18号

## 出身者
- 永井路子 - 小説家

## 交通
JR東北本線（宇都宮線）古河駅よりバス、「二高前」下車。
- 朝日自動車
  - 古河駅西口 - 二高前 - 釈迦 - 境町 - 境車庫
- 古河市「ぐるりん号」
  - 南コース（栗橋駅行き）：古河駅西口 - 二高前 - 中田 - 栗橋駅
  - 南コース（循環）：古河駅西口 - 二高前 - 中田 - 古河駅西口